# ديلما لويز
ديلما لويز (1950 - 2020)، هي ممثلة ومخرجة برازيلية. وهي ابنة الممثل والمذيع أوربانو لويز والممثلة ليديا ماتوس، وأم الممثلة البرازيلية فانيسا لويز، وزجة الموسيقي والملحن البرازيلي فرناندو ليبوراس.
ولدت ديلما يوم 22 يوليو 1950 بمدينة ريو دي جانيرو بدأت التمثيل وهي طفلة في المدرسة الابتدائية، ظهر لأول مرة في السينما عام 1969م. عاشت في الولايات المتحدة الأمريكية حيث كان لديها شركة تصدير.
توفيت في ولاية فلوريدا الأمريكية، يوم 31 يوليو 2020.

## روابط خارجية
- ديلما لويز على موقع IMDb (الإنجليزية)
- ديلما لويز على موقع ألو سيني (الفرنسية)
- ديلما لويز على موقع قاعدة بيانات الفيلم (الإنجليزية)
- ديلما لويز على موقع كينوبويسك (الروسية)